# Europaspiele 2015/Teilnehmer (Russland)
| Gelbes Symbol für Goldmedaillen mit stilisierten Olympischen Ringen | Graues Symbol für Silbermedaillen mit stilisierten Olympischen Ringen | Braundes Symbol für Bronzemedaillen mit stilisierten Olympischen Ringen |
| ------------------------------------------------------------------- | --------------------------------------------------------------------- | ----------------------------------------------------------------------- |
| 79                                                                  | 40                                                                    | 45                                                                      |

Russland nahm in Baku an den Europaspielen 2015 teil. Vom Olimpijski komitet Rossii wurden 351 Athleten in 29 Sportarten nominiert.

## Badminton
| Athleten                                  | Wettbewerb | Gruppenphase                           | Gruppenphase       | Gruppenphase | Gruppenphase | Achtelfinale    | Achtelfinale        | Viertelfinale                         | Viertelfinale       | Halbfinale                 | Halbfinale         | Finale                          | Finale       | Rang   |
| Athleten                                  | Wettbewerb | Gegner                                 | Ergebnis           | Punkte       | Rang         | Gegner          | Ergebnis            | Gegner                                | Ergebnis            | Gegner                     | Ergebnis           | Gegner                          | Ergebnis     | Rang   |
| ----------------------------------------- | ---------- | -------------------------------------- | ------------------ | ------------ | ------------ | --------------- | ------------------- | ------------------------------------- | ------------------- | -------------------------- | ------------------ | ------------------------------- | ------------ | ------ |
| Frauen                                    |            |                                        |                    |              |              |                 |                     |                                       |                     |                            |                    |                                 |              |        |
| Natalja Perminowa                         | Einzel     | Akvilė Stapušaitytė                    | 21:16, 21:9        | 6            | 1            | Clara Azurmendi | 18:21, 14:21        | –                                     | –                   | –                          | –                  | –                               | –            |        |
| Natalja Perminowa                         | Einzel     | Sonia Olariu                           | - 1                | 6            | 1            | Clara Azurmendi | 18:21, 14:21        | –                                     | –                   | –                          | –                  | –                               | –            |        |
| Natalja Perminowa                         | Einzel     | Alessja Sajzawa                        | 21:19, 21:17       | 6            | 1            | Clara Azurmendi | 18:21, 14:21        | –                                     | –                   | –                          | –                  | –                               | –            |        |
| Ksenia Polikarpova                        | Einzel     | Neslihan Yiğit                         | 18:21, 21:14, 21:3 | 6            | 1            | Kati Tolmoff    | 19:21, 21:15, 21:19 | Petja Nedeltschewa                    | 21:13, 11:21, 13:21 | –                          | –                  | –                               | –            |        |
| Ksenia Polikarpova                        | Einzel     | Ioanna Karkantzia                      | 21:4, 21:4         | 6            | 1            | Kati Tolmoff    | 19:21, 21:15, 21:19 | Petja Nedeltschewa                    | 21:13, 11:21, 13:21 | –                          | –                  | –                               | –            |        |
| Ksenia Polikarpova                        | Einzel     | Dorotea Sutara                         | 21:11, 21:4        | 6            | 1            | Kati Tolmoff    | 19:21, 21:15, 21:19 | Petja Nedeltschewa                    | 21:13, 11:21, 13:21 | –                          | –                  | –                               | –            |        |
| Jekaterina Bolotowa, Jewgenija Kossezkaja | Doppel     | Lorraine Baumann, Audrey Fontaine      | 21:19, 21:12       | 6            | 1            | –               | –                   | Laura Molina, Haideé Ojeda            | 21:15, 21:11        | Lena Grebak, Maria Helsbøl | 21:14, 14:21, 21:9 | Gabriela Stoewa, Stefani Stoewa | 12:21, 21:23 | Silber |
| Jekaterina Bolotowa, Jewgenija Kossezkaja | Doppel     | Mathilda Lindholm, Jenny Nyström       | 21:10, 21:13       | 6            | 1            | –               | –                   | Laura Molina, Haideé Ojeda            | 21:15, 21:11        | Lena Grebak, Maria Helsbøl | 21:14, 14:21, 21:9 | Gabriela Stoewa, Stefani Stoewa | 12:21, 21:23 | Silber |
| Jekaterina Bolotowa, Jewgenija Kossezkaja | Doppel     | Sara Boyle, Rachael Darragh            | 21:9, 21:9         | 6            | 1            | –               | –                   | Laura Molina, Haideé Ojeda            | 21:15, 21:11        | Lena Grebak, Maria Helsbøl | 21:14, 14:21, 21:9 | Gabriela Stoewa, Stefani Stoewa | 12:21, 21:23 | Silber |
| Männer                                    |            |                                        |                    |              |              |                 |                     |                                       |                     |                            |                    |                                 |              |        |
| Wladimir Malkow                           | Einzel     | Kári Gunnarsson                        | 21:14, 21:12       | 6            | 1            | Pablo Abián     | 23:25, 21:19, 15:21 | –                                     | –                   | –                          | –                  | –                               | –            |        |
| Wladimir Malkow                           | Einzel     | Jarolím Vícen                          | 21:13, 21:16       | 6            | 1            | Pablo Abián     | 23:25, 21:19, 15:21 | –                                     | –                   | –                          | –                  | –                               | –            |        |
| Wladimir Malkow                           | Einzel     | Eetu Heino                             | 21:15, 21:18       | 6            | 1            | Pablo Abián     | 23:25, 21:19, 15:21 | –                                     | –                   | –                          | –                  | –                               | –            |        |
| Wladimir Iwanow, Iwan Sosonow             | Doppel     | Bastian Kersaudy, Gaëtan Mittelheisser | 21:15, 21:13       | 6            | 1            | –               | –                   | Zvonimir Đurkinjak, Zvonimir Hölbling | 21:12, 21:13        | Joshua Magee, Sam Magee    | 21:5, 21:9         | Mathias Boe, Carsten Mogensen   | 8:21, 13:21  | Silber |
| Wladimir Iwanow, Iwan Sosonow             | Doppel     | Emre Vural, Sinan Zorlu                | 21:11, 21:11       | 6            | 1            | –               | –                   | Zvonimir Đurkinjak, Zvonimir Hölbling | 21:12, 21:13        | Joshua Magee, Sam Magee    | 21:5, 21:9         | Mathias Boe, Carsten Mogensen   | 8:21, 13:21  | Silber |
| Wladimir Iwanow, Iwan Sosonow             | Doppel     | Orxan Qələndarov, Kənan Rzayev         | 21:7, 21:8         | 6            | 1            | –               | –                   | Zvonimir Đurkinjak, Zvonimir Hölbling | 21:12, 21:13        | Joshua Magee, Sam Magee    | 21:5, 21:9         | Mathias Boe, Carsten Mogensen   | 8:21, 13:21  | Silber |
| Mixed                                     |            |                                        |                    |              |              |                 |                     |                                       |                     |                            |                    |                                 |              |        |
| Nina Wislowa, Witali Durkin               | Doppel     | Aneta Wojtkowska, Paweł Pietryja       | 21:16, 21:11       | 6            | 1            | –               | –                   | Kira Kattenbeck, Raphael Beck         | 16:21, 19:21        | –                          | –                  | –                               | –            |        |
| Nina Wislowa, Witali Durkin               | Doppel     | Steffi Annys, Floris Oleffe            | 21:15, 21:8        | 6            | 1            | –               | –                   | Kira Kattenbeck, Raphael Beck         | 16:21, 19:21        | –                          | –                  | –                               | –            |        |
| Nina Wislowa, Witali Durkin               | Doppel     | Céline Burkart, Oliver Schaller        | 21:12, 21:10       | 6            | 1            | –               | –                   | Kira Kattenbeck, Raphael Beck         | 16:21, 19:21        | –                          | –                  | –                               | –            |        |

 1 nicht gespielt, als Sieg gewertet

## Basketball 3x3
| Athleten                                                                  | Gruppenphase                             | Achtelfinale | Achtelfinale | Viertelfinale | Viertelfinale | Halbfinale | Halbfinale | Finale/Spiel um Bronze | Finale/Spiel um Bronze | Rang |
| Athleten                                                                  | Gruppenphase                             | Gegner       | Ergebnis     | Gegner        | Ergebnis      | Gegner     | Ergebnis   | Gegner                 | Ergebnis               | Rang |
| ------------------------------------------------------------------------- | ---------------------------------------- | ------------ | ------------ | ------------- | ------------- | ---------- | ---------- | ---------------------- | ---------------------- | ---- |
| Frauen                                                                    |                                          |              |              |               |               |            |            |                        |                        |      |
| Anna Leschkowzewa Tatjana Petruschina Marija Tscherepanowa Tatjana Widmer | Rumänien 16:21 Litauen 21:15 Israel 21:5 | Niederlande  | 21:12        | Irland        | 21:15         | Spanien    | 13:12      | Ukraine                | 22:17                  | Gold |
| Männer                                                                    |                                          |              |              |               |               |            |            |                        |                        |      |
| Ilja Alexandrow Andrei Kanygin Leopold Lagutin Alexander Pawlow           | Belgien 21:12 Spanien 19:16 Türkei 21:18 | Estland      | 19:18        | Tschechien    | 21:18         | Slowenien  | 21:8       | Spanien                | 18:14                  | Gold |

## Beachsoccer
| Athleten | Gruppenphase                       | Halbfinale | Halbfinale | Spiel um Bronze | Spiel um Bronze | Finale  | Finale   | Rang |
| Athleten | Gruppenphase                       | Gegner     | Ergebnis   | Gegner          | Ergebnis        | Gegner  | Ergebnis | Rang |
| --- | ---------------------------------- | ---------- | ---------- | --------------- | --------------- | ------- | -------- | ---- |
| Männer |                                    |            |            |                 |                 |         |          |      |
| Andrei Buchlizki Juri Gortschinski Juri Krascheninnikow Ilja Leonow Alexei Makarow Iwan Ostrowski Artur Paporotny Anatoli Peremitin Kirill Romanow Jegor Schaikow Dmitri Schischin Anton Schkarin | Ungarn 5:3 Italien 4:6 Spanien 5:3 | Portugal   | 2:1        | –               | –               | Italien | 3:2      | Gold |

## Beachvolleyball
| Athleten                              | Gruppenphase                             | 1. Runde (32er)                             | 1. Runde (32er) | Achtelfinale                    | Achtelfinale | Viertelfinale                               | Viertelfinale | Halbfinale                        | Halbfinale | Finale/Spiel um Bronze         | Finale/Spiel um Bronze | Rang   |
| Athleten                              | Gruppenphase                             | Gegner                                      | Ergebnis        | Gegner                          | Ergebnis     | Gegner                                      | Ergebnis      | Gegner                            | Ergebnis   | Gegner                         | Ergebnis               | Rang   |
| ------------------------------------- | ---------------------------------------- | ------------------------------------------- | --------------- | ------------------------------- | ------------ | ------------------------------------------- | ------------- | --------------------------------- | ---------- | ------------------------------ | ---------------------- | ------ |
| Frauen                                |                                          |                                             |                 |                                 |              |                                             |               |                                   |            |                                |                        |        |
| Julija Abalakina, Xenija Dabischa     | Niederlande 1:2 Dänemark 2:0 Schweiz 1:2 | Lena Plesiutschnig, Katharina Schützenhöfer | 0:2             | –                               | –            | –                                           | –             | –                                 | –          | –                              | –                      |        |
| Marija Prokopjewa, Jekaterina Syrzewa | Frankreich 0:2 Ukraine 2:0 Polen 2:0     | –                                           | –               | Taru Lahti, Riikka Lehtonen     | 2:0          | Lena Plesiutschnig, Katharina Schützenhöfer | 1:2           | –                                 | –          | –                              | –                      |        |
| Männer                                |                                          |                                             |                 |                                 |              |                                             |               |                                   |            |                                |                        |        |
| Dmitri Barsuk, Jaroslaw Koschkarjow   | Türkei 2:0 Dänemark 2:0 Frankreich 0:2   | Leonid Qritsay, Bernardo Romano             | 2:1             | Matteo Ingrosso, Paolo Ingrosso | 2:1          | Aljaksandr Dsjadkou, Aljaksandr Kawalenka   | 2:0           | Gabriel Kissling, Alexei Strasser | 2:0        | Mārtiņš Pļaviņš, Haralds Regža | 1:2                    | Silber |

## Bogenschießen
| Athleten                                 | Wettbewerb | Platzierungsrunde | Platzierungsrunde | 1. Runde (64er)            | 1. Runde (64er) | 2. Runde (32er)   | 2. Runde (32er) | Achtelfinale         | Achtelfinale | Viertelfinale | Viertelfinale | Halbfinale | Halbfinale | Finale/Spiel um Bronze | Finale/Spiel um Bronze | Rang  |
| Athleten                                 | Wettbewerb | Ringe             | Rang              | Gegner                     | Ergebnis        | Gegner            | Ergebnis        | Gegner               | Ergebnis     | Gegner        | Ergebnis      | Gegner     | Ergebnis   | Gegner                 | Ergebnis               | Rang  |
| ---------------------------------------- | ---------- | ----------------- | ----------------- | -------------------------- | --------------- | ----------------- | --------------- | -------------------- | ------------ | ------------- | ------------- | ---------- | ---------- | ---------------------- | ---------------------- | ----- |
| Frauen                                   |            |                   |                   |                            |                 |                   |                 |                      |              |               |               |            |            |                        |                        |       |
| Natalja Erdynijewa                       | Einzel     | 647               | 8                 | Sinead Cuthbert Cunningham | 6 : 0           | Nicky Hunt        | 6 : 4           | Karina Winter        | 1 : 7        | –             | –             | –          | –          | –                      | –                      | 9–16  |
| Inna Stepanowa                           | Einzel     | 647               | 7                 | Nathalie Dielen            | 7 : 3           | Aybüke Aktuna     | 6 : 2           | Lidija Sitschenikowa | 5 : 6        | –             | –             | –          | –          | –                      | –                      | 9–16  |
| Kristina Timofejewa                      | Einzel     | 650               | 5                 | Nurlana Vəliyeva           | 6 : 0           | Evangelia Psarra  | 4 : 6           | –                    | –            | –             | –             | –          | –          | –                      | –                      | 17–32 |
| Mannschaft                               | Mannschaft | 1944              | 2                 | –                          | –               | –                 | –               | Schweiz              | 6 : 2        | Frankreich    | 5 : 3         | Italien    | 3 : 5      | Ukraine                | 4 : 5                  | 4     |
| Männer                                   |            |                   |                   |                            |                 |                   |                 |                      |              |               |               |            |            |                        |                        |       |
| Alexander Koschin                        | Einzel     | 660               | 22                | Kieran Slater              | 2 : 6           | –                 | –               | –                    | –            | –             | –             | –          | –          | –                      | –                      | 33–64 |
| Bair Zybekdorschijew                     | Einzel     | 664               | 15                | Aleksey Kopnin             | 6 : 2           | Markijan Iwaschko | 2 : 6           | –                    | –            | –             | –             | –          | –          | –                      | –                      | 17–32 |
| Beligto Zyngujew                         | Einzel     | 646               | 40                | Jean-Charles Valladont     | 6 : 4           | Lucas Daniel      | 3 : 7           | –                    | –            | –             | –             | –          | –          | –                      | –                      | 17–32 |
| Mannschaft                               | Mannschaft | 1985              | 6                 | –                          | –               | –                 | –               | Norwegen             | 5 : 1        | Frankreich    | 3 : 5         | –          | –          | –                      | –                      | 5–8   |
| Mixed                                    |            |                   |                   |                            |                 |                   |                 |                      |              |               |               |            |            |                        |                        |       |
| Kristina Timofejewa Bair Zybekdorschijew | Team       | 1314              | 5                 | –                          | –               | –                 | –               | Polen                | 6 : 0        | Ukraine       | 0 : 6         | –          | –          | –                      | –                      | 5–8   |

## Boxen
| Athleten              | Wettbewerb                     | 1. Runde (32er)    | 1. Runde (32er) | Achtelfinale          | Achtelfinale | Viertelfinale       | Viertelfinale | Halbfinale            | Halbfinale | Finale            | Finale   | Rang   |
| Athleten              | Wettbewerb                     | Gegner             | Ergebnis        | Gegner                | Ergebnis     | Gegner              | Ergebnis      | Gegner                | Ergebnis   | Gegner            | Ergebnis | Rang   |
| --------------------- | ------------------------------ | ------------------ | --------------- | --------------------- | ------------ | ------------------- | ------------- | --------------------- | ---------- | ----------------- | -------- | ------ |
| Frauen                |                                |                    |                 |                       |              |                     |               |                       |            |                   |          |        |
| Sajana Sagatajewa     | Fliegengewicht bis 51 kg       | –                  | –               | Terry Gordini         | 2:1          | Ceire Smith         | 2:1           | Sandra Drabik         | 0:3        | –                 | –        | Bronze |
| Jelena Saweljewa      | Bantamgewicht bis 54 kg        | –                  | –               | Michaela Walsh        | 3:0          | Ayşe Taş            | 3:0           | Anna Əlimərdanova     | 3:0        | Marzia Davide     | 3:0      | Gold   |
| Sinaida Dobrynina     | Leichtgewicht bis 60 kg        | –                  | –               | Sandra Brügger        | 3:0          | Yana Alekseyevna    | 0:3           | –                     | –          | –                 | –        |        |
| Anastassija Beljakowa | Weltergewicht bis 64 kg        | –                  | –               | Martina Schmoranzová  | 3:0          | Bianka Nagy         | TKO           | Sandy Ryan            | 3:0        | Valentina Alberti | 3:0      | Gold   |
| Jaroslawa Jakuschina  | Mittelgewicht bis 75 kg        | –                  | –               | Leyla Cavadova        | 2:0          | Lidia Fidura        | 1:2           | –                     | –          | –                 | –        |        |
| Männer                |                                |                    |                 |                       |              |                     |               |                       |            |                   |          |        |
| Bator Sagalujew       | Leichtfliegengewicht bis 49 kg | –                  | –               | Harvey Horn           | 3:0          | István Ungvári      | 3:0           | Muhammed Ünlü         | 3:0        | Brendan Irvine    | 2:1      | Gold   |
| Wassili Wetkin        | Fliegengewicht bis 52 kg       | –                  | –               | Seweriane Tschiladse  | 3:0          | Hamza Touba         | 1:2           | –                     | –          | –                 | –        |        |
| Bachtowar Nasirow     | Bantamgewicht bis 56 kg        | Kurt Walker        | 2:1             | Wjatscheslaw Goschan  | 3:0          | Riccardo D’Andrea   | 3:0           | Tayfur Əliyev         | 2:1        | Dsmitryj Assanau  | 2:1      | Gold   |
| Konstantin Bogomasow  | Leichtgewicht bis 60 kg        | Edgaras Skurdelis  | 3:0             | Miklós Varga          | 0:2          | –                   | –             | –                     | –          | –                 | –        |        |
| Maxim Dadaschew       | Halbweltergewicht bis 64 kg    | Kazimierz Łęgowski | 3:0             | Dean Walsh            | 1:2          | –                   | –             | –                     | –          | –                 | –        |        |
| Alexander Besputin    | Weltergewicht bis 69 kg        | –                  | –               | Youba Sissokho Ndiaye | 3:0          | Souleymane Cissokho | 3:0           | Jaroslaw Samofalow    | 3:0        | Pərviz Bağırov    | 0:3      | Silber |
| Maxim Koptjakow       | Mittelgewicht bis 75 kg        | Mike Steffensen    | 3:0             | Denis Radovan         | 3:0          | Salvatore Cavallaro | 2:1           | Michael O’Reilly      | –          | –                 | –        | Bronze |
| Pawel Siljagin        | Halbschwergewicht bis 81 kg    | –                  | –               | Matuš Strnisko        | 3:0          | Igor Teziev         | 3:0           | Teymur Məmmədov       | 0:3        | –                 | –        | Bronze |
| Sadam Magomedow       | Schwergewicht bis 91 kg        | Tadas Tamašauskas  | 3:0             | Lewan Guledani        | 3:0          | Albon Pervizaj      | 3:0           | Abdulqədir Abdullayev | 0:3        | –                 | –        | Bronze |
| Gassan Gimbatow       | Superschwergewicht über 91 kg  | –                  | –               | Marin Mindoljević     | 2:1          | Jan Sudsilouski     | 3:0           | Məhəmmədrəsul Məcidov | WO         | Joe Joyce         | 0:3      | Silber |

## Fechten
| Athleten               | Wettbewerb         | Gruppenphase | Gruppenphase | 1. Runde (32er)                     | 1. Runde (32er) | Achtelfinale            | Achtelfinale | Viertelfinale           | Viertelfinale | Halbfinale / Klassifikation | Halbfinale / Klassifikation | Finale / Platzierung | Finale / Platzierung | Rang   |
| Athleten               | Wettbewerb         | Bilanz       | Platzierung  | Gegner                              | Ergebnis        | Gegner                  | Ergebnis     | Gegner                  | Ergebnis      | Gegner                      | Ergebnis                    | Gegner               | Ergebnis             | Rang   |
| ---------------------- | ------------------ | ------------ | ------------ | ----------------------------------- | --------------- | ----------------------- | ------------ | ----------------------- | ------------- | --------------------------- | --------------------------- | -------------------- | -------------------- | ------ |
| Frauen                 |                    |              |              |                                     |                 |                         |              |                         |               |                             |                             |                      |                      |        |
| Tatjana Andrjuschina   | Degen Einzel       | 2:4 Siege    | 6            | Britta Heidemann                    | 25:14           | Julia Beljajeva         | 11:15        | –                       | –             | –                           | –                           | –                    | –                    |        |
| Olga Kotschnewa        | Degen Einzel       | 5:1 Siege    | 2            | –                                   | –               | Simona Gherman          | 10:15        | –                       | –             | –                           | –                           | –                    | –                    |        |
| Anna Siwkowa           | Degen Einzel       | 5:1 Siege    | 1            | –                                   | –               | Catharina Kock          | 14:15        | –                       | –             | –                           | –                           | –                    | –                    |        |
| Jana Swerewa           | Degen Einzel       | 4:2 Siege    | 3            | Alberta Santuccio                   | 13:10           | Anna Kun                | 15:10        | Ewa Nelip               | 14:11         | Simona Gherman              | 15:8                        | Ana Maria Brânză     | 11:15                | Silber |
| Degen Mannschaft       | Degen Mannschaft   | –            | –            | –                                   | –               | –                       | –            | Aserbaidschan           | 45:19         | Rumänien                    | 24:31                       | Italien              | 36:40                | 4      |
| Jan Alborowa           | Florett Einzel     | 4:1 Siege    | 1            | –                                   | –               | Jéromine Mpah-Njanga    | 15:12        | Anne Sauer              | 15:11         | Valentina Cipriani          | 15:10                       | Alice Volpi          | 11:15                | Silber |
| Anastassija Iwanowa    | Florett Einzel     | 4:1 Siege    | 2            | Andrea Bimová                       | 15:5            | Maria Boldor            | 15:8         | Adelina Sagidullina     | 9:13          | –                           | –                           | –                    | –                    |        |
| Diana Jakowlewa        | Florett Einzel     | 4:1 Siege    | 2            | Aikaterini Maria Kontochristopoulou | 15:8            | Valentina Cipriani      | 9:15         | –                       | –             | –                           | –                           | –                    | –                    |        |
| Adelina Sagidullina    | Florett Einzel     | 3:2 Siege    | 2            | İrem Karamete                       | 15:1            | Fruzsina Gólya          | 15:10        | Anastassija Iwanowa     | 13:9          | Alice Volpi                 | 13:15                       | –                    | –                    | Bronze |
| Florett Mannschaft     | Florett Mannschaft | –            | –            | –                                   | –               | –                       | –            | –                       | –             | Polen                       | 45:21                       | Frankreich           | 45:18                | Gold   |
| Wiktorija Kowaljowa    | Säbel Einzel       | 3:2 Siege    | 3            | Olha Schownir                       | 14:15           | –                       | –            | –                       | –             | –                           | –                           | –                    | –                    |        |
| Jana Obwinzewa         | Säbel Einzel       | 3:2 Siege    | 3            | Bianca Pascu                        | 15:11           | Səbinə Mikina           | 15:13        | Angelika Wątor          | 10:15         | –                           | –                           | –                    | –                    |        |
| Marija Ridel           | Säbel Einzel       | 3:2 Siege    | 2            | Sara Balzer                         | 15:10           | Sevil Bünyatova         | 9:15         | –                       | –             | –                           | –                           | –                    | –                    |        |
| Tatjana Suchowa        | Säbel Einzel       | 2:3 Siege    | 3            | Marion Stoltz                       | 15:14           | Olena Krawazka          | 13:15        | –                       | –             | –                           | –                           | –                    | –                    |        |
| Säbel Mannschaft       | Säbel Mannschaft   | –            | –            | –                                   | –               | –                       | –            | –                       | –             | Ukraine                     | 34:45                       | Frankreich           | 45:29                | Bronze |
| Männer                 |                    |              |              |                                     |                 |                         |              |                         |               |                             |                             |                      |                      |        |
| Sergei Bida            | Degen Einzel       | 3:3 Siege    | 3            | Bas Verwijlen                       | 12:15           | –                       | –            | –                       | –             | –                           | –                           | –                    | –                    |        |
| Anton Glebko           | Degen Einzel       | 2:4 Siege    | 5            | Daniel Jérent                       | 7:15            | –                       | –            | –                       | –             | –                           | –                           | –                    | –                    |        |
| Dmitri Gussew          | Degen Einzel       | 3:3 Siege    | 3            | Dániel Berta                        | 12:15           | –                       | –            | –                       | –             | –                           | –                           | –                    | –                    |        |
| Sergei Chodos          | Degen Einzel       | 3:3 Siege    | 5            | Ido Herpe                           | 15:14           | Nikolai Novosjolov      | 15:12        | Marco Fichera           | 15:12         | Bartosz Piasecki            | 15:12                       | Iván Trevejo         | 8:15                 | Silber |
| Degen Mannschaft       | Degen Mannschaft   | –            | –            | –                                   | –               | –                       | –            | Aserbaidschan           | 45:26         | Schweiz                     | 43:38                       | Italien              | 32:45                | Silber |
| Timur Arslanow         | Florett Einzel     | 4:1 Siege    | 1            | –                                   | –               | Klod Yunes              | 15:10        | Vincent Simon           | 15:7          | Jean-Paul Tony Helissey     | 15:10                       | Alessio Foconi       | 11:15                | Silber |
| Alexei Chowanski       | Florett Einzel     | 5:0 Siege    | 1            | –                                   | –               | Georg Dörr              | 10:15        | –                       | –             | –                           | –                           | –                    | –                    |        |
| Timur Safin            | Florett Einzel     | 3:2 Siege    | 3            | Baptiste Mourrain                   | 15:7            | Jean-Paul Tony Helissey | 13:15        | –                       | –             | –                           | –                           | –                    | –                    |        |
| Dmitri Scherebtschenko | Florett Einzel     | 3:2 Siege    | 3            | Alexander Kahl                      | 15:11           | René Pranz              | 15:8         | Jean-Paul Tony Helissey | 8:15          | –                           | –                           | –                    | –                    |        |
| Florett Mannschaft     | Florett Mannschaft | –            | –            | –                                   | –               | –                       | –            | –                       | –             | Italien                     | 42:45                       | Frankreich           | 45:33                | Bronze |
| Ilja Motorin           | Säbel Einzel       | 2:3 Siege    | 5            | Fernando Casares                    | 13:15           | –                       | –            | –                       | –             | –                           | –                           | –                    | –                    |        |
| Nikita Proskura        | Säbel Einzel       | 3:2 Siege    | 3            | Alexander Truschakow                | 6:15            | –                       | –            | –                       | –             | –                           | –                           | –                    | –                    |        |
| Boris Sawitsch         | Säbel Einzel       | 4:1 Siege    | 1            | –                                   | –               | Giovanni Repetti        | 15:12        | Tiberiu Dolniceanu      | 10:15         | –                           | –                           | –                    | –                    |        |
| Alexander Truschakow   | Säbel Einzel       | 3:2 Siege    | 4            | Nikita Proskura                     | 15:6            | Alberto Pellegrini      | 12:15        | –                       | –             | –                           | –                           | –                    | –                    |        |
| Säbel Mannschaft       | Säbel Mannschaft   | –            | –            | –                                   | –               | –                       | –            | Aserbaidschan           | 45:18         | Italien                     | 45:42                       | Deutschland          | 44:45                | 4      |

## Judo
| Athleten               | Wettbewerb                      | 1. Runde | 1. Runde | 2. Runde            | 2. Runde  | Achtelfinale    | Achtelfinale | Viertelfinale     | Viertelfinale | Hoffnungsrunde Halbfinale | Hoffnungsrunde Halbfinale | Halbfinale           | Halbfinale | Hoffnungsrunde Finale | Hoffnungsrunde Finale | Finale / Kampf um Bronze | Finale / Kampf um Bronze | Rang   |
| Athleten               | Wettbewerb                      | Gegner   | Ergebnis | Gegner              | Ergebnis  | Gegner          | Ergebnis     | Gegner            | Ergebnis      | Gegner                    | Ergebnis                  | Gegner               | Ergebnis   | Gegner                | Ergebnis              | Gegner                   | Ergebnis                 | Rang   |
| ---------------------- | ------------------------------- | -------- | -------- | ------------------- | --------- | --------------- | ------------ | ----------------- | ------------- | ------------------------- | ------------------------- | -------------------- | ---------- | --------------------- | --------------------- | ------------------------ | ------------------------ | ------ |
| Frauen                 |                                 |          |          |                     |           |                 |              |                   |               |                           |                           |                      |            |                       |                       |                          |                          |        |
| Irina Dolgowa          | Klasse bis 48 kg                | –        | –        | –                   | –         | Leandra Freitas | 1011-0002    | Éva Csernoviczki  | 0011-0001     | –                         | –                         | Charline Van Snick   | 000-100    | –                     | –                     | Julia Figueroa           | 0102-001                 | Bronze |
| Kristina Rumjanzewa    | Klasse bis 48 kg                | –        | –        | Aişə Qurbanlı       | 0001-1000 | –               | –            | –                 | –             | –                         | –                         | –                    | –          | –                     | –                     | –                        | –                        |        |
| Natalja Kusjutina      | Klasse bis 52 kg                | –        | –        | –                   | –         | Agata Perenc    | 0001-0002    | Larisa Florian    | 0012-0002     | –                         | –                         | Annabelle Euranie    | 0001-0001  | –                     | –                     | Odette Giuffrida         | 0001-0002                | Bronze |
| Julija Ryschowa        | Klasse bis 52 kg                | –        | –        | Marie Muller        | 011-000   | Tetjana Lewyzka | 0001-0022    | –                 | –             | –                         | –                         | –                    | –          | –                     | –                     | –                        | –                        |        |
| Irina Sabludina        | Klasse bis 57 kg                | –        | –        | Nekoda Smythe Davis | 0113-0001 | Automne Pavia   | 000-100      | –                 | –             | –                         | –                         | –                    | –          | –                     | –                     | –                        | –                        |        |
| Marta Labasina         | Klasse bis 63 kg                | –        | –        | Ana Cachola         | 000-100   | –               | –            | –                 | –             | –                         | –                         | –                    | –          | –                     | –                     | –                        | –                        |        |
| Irina Gasijewa         | Klasse bis 70 kg                | –        | –        | Gévrise Émane       | 0004-1002 | –               | –            | –                 | –             | –                         | –                         | –                    | –          | –                     | –                     | –                        | –                        |        |
| Anastassija Dmitrijewa | Klasse bis 78 kg                | –        | –        | Klara Apotekar      | 1002-0002 | Natalie Powell  | 0002-0113    | –                 | –             | –                         | –                         | –                    | –          | –                     | –                     | –                        | –                        |        |
| Xenija Tschibissowa    | Klasse über 78 kg               | –        | –        | –                   | –         | Santa Pakenytė  | 0001-0002    | –                 | –             | –                         | –                         | –                    | –          | –                     | –                     | –                        | –                        |        |
| Natalja Owtschinnikowa | Klasse bis 57 kg Sehbehinderte  | –        | –        | –                   | –         | –               | –            | Inna Tschernjak   | 000-100       | Gülhan Kılıç              | 0002-1000                 | –                    | –          | –                     | –                     | –                        | –                        |        |
| Mannschaft             | Mannschaft                      | –        | –        | –                   | –         | –               | –            | Polen             | 3:2           | Deutschland               | 2:3                       | –                    | –          | Italien               | 2:3                   | –                        | –                        | 4      |
| Männer                 |                                 |          |          |                     |           |                 |              |                   |               |                           |                           |                      |            |                       |                       |                          |                          |        |
| Beslan Mudranow        | Klasse bis 60 kg                | –        | –        | –                   | –         | Pavel Petřikov  | 1110-0002    | Tobias Englmaier  | 0010-0012     | –                         | –                         | Jeroen Mooren        | 1001-0000  | –                     | –                     | Orxan Səfərov            | 1002-0002                | Gold   |
| Kamal Chan-Magomedow   | Klasse bis 66 kg                | –        | –        | Marko Vukičević     | 1001-0001 | Baruch Shmailov | 1001-0002    | Heorhij Santaraja | 1000-0002     | –                         | –                         | Sergiu Oleinic       | 1001-0002  | –                     | –                     | Loïc Korval              | 0103-0012                | Gold   |
| Michail Puljajew       | Klasse bis 66 kg                | –        | –        | Tərlan Kərimov      | 0102-0002 | Cesar Diogo     | 1011-0003    | Sebastian Seidl   | 100-000       | –                         | –                         | Loïc Korval          | 0000-0101  | –                     | –                     | Nicat Şıxəlizadə         | 0103-0000                | Bronze |
| Denis Jarzew           | Klasse bis 73 kg                | –        | –        | Hasan Vanlıoğlu     | 0001-0002 | Javier Ramírez  | 002-000      | Miklós Ungvári    | 0001-0003     | –                         | –                         | Sagi Muki            | 0002-1001  | –                     | –                     | Rok Drakšič              | 0011-1003                | 4      |
| Alan Chubezow          | Klasse bis 81 kg                | –        | –        | Nemanja Majdov      | 0102-0002 | László Csoknyai | 1000-0001    | Sven Maresch      | 0003-0002     | Aljaksandr Szjaschenka    | 0002-0013                 | –                    | –          | –                     | –                     | –                        | –                        |        |
| Iwan Nifontow          | Klasse bis 81 kg                | –        | –        | Marcel Ott          | 1001-0000 | Carlos Luz      | 0001-0002    | Witalij Dudtschyk | 1011-0002     | –                         | –                         | Alexander Wieczerzak | 0011-0011  | –                     | –                     | Awtandil Tschrikischwili | 0100-0101                | Silber |
| Kirill Denissow        | Klasse bis 90 kg                | –        | –        | Domenic Wenzinger   | 1000-0002 | Walter Facente  | 100-000      | Ilias Iliadis     | 0002-0003     | –                         | –                         | Krisztián Tóth       | 0001-0002  | –                     | –                     | Warlam Liparteliani      | 0011-0000                | Gold   |
| Kirill Woprossow       | Klasse bis 90 kg                | –        | –        | Ciril Grossklaus    | 0001-0101 | –               | –            | –                 | –             | –                         | –                         | –                    | –          | –                     | –                     | –                        | –                        |        |
| Renat Saidow           | Klasse über 100 kg              | –        | –        | –                   | –         | Božidar Božinić | 100-000      | Jakiw Chammo      | 0001-0003     | –                         | –                         | Or Sasson            | 0010-1001  | –                     | –                     | Lewan Matiaschwili       | 001-000                  | Bronze |
| Alexander Parassjuk    | Klasse über 90 kg Sehbehinderte | –        | –        | –                   | –         | –               | –            | Julien Taurines   | 100-000       | –                         | –                         | Oleksandr Pominow    | 000-100    | –                     | –                     | Dursun Hayran            | 101-000                  | Bronze |
| Mannschaft             | Mannschaft                      | –        | –        | –                   | –         | –               | –            | Ukraine           | 4:1           | Frankreich                | 1:4                       | –                    | –          | Deutschland           | 3:2                   | –                        | –                        | Bronze |

## Kanu
| Athleten                                                                     | Wettbewerb | Vorlauf    | Vorlauf | Halbfinale | Halbfinale | Finale     | Finale | Rang   |
| Athleten                                                                     | Wettbewerb | Zeit (min) | Rang    | Zeit (min) | Rang       | Zeit (min) | Rang   | Rang   |
| ---------------------------------------------------------------------------- | ---------- | ---------- | ------- | ---------- | ---------- | ---------- | ------ | ------ |
| Frauen                                                                       |            |            |         |            |            |            |        |        |
| Natalja Podolskaja                                                           | K1 200 m   | 0:40,286   | 1       | -          | -          | 0:41,165   | 2      | Silber |
| Kira Stepanowa                                                               | K1 500 m   | 1:53,855   | 11      | 1:51,476   | 9          | 2:07,601   | 11     | 11     |
| Juliana Salachowa                                                            | K1 5000 m  | -          | -       | -          | -          | 23:29,940  | 5      | 5      |
| Wera Sobetowa Kira Stepanowa                                                 | K2 200 m   | 0:39,346   | 10      | 0:38,300   | 4          | -          | -      |        |
| Jelena Anjuschina Swetlana Tschernigowskaja                                  | K2 500 m   | 1:40,919   | 7       | -          | -          | 1:56,411   | 9      | 9      |
| Jelena Anjuschina Swetlana Tschernigowskaja Juliana Salachowa Kira Stepanowa | K4 500 m   | 1:36,757   | 8       | -          | -          | 1:35,627   | 7      | 7      |
| Männer                                                                       |            |            |         |            |            |            |        |        |
| Jewgeni Lukanzow                                                             | K1 200 m   | 0:35,515   | 8       | 0:35,108   | 5          | 0:36,310   | 7      | 7      |
| Wassili Pogreban                                                             | K1 1000 m  | 3:39,410   | 10      | 3:29,596   | 14         | 3:42,691   | 18     | 18     |
| Nikolai Tscherwow                                                            | K1 5000 m  | -          | -       | -          | -          | 21:18,387  | 7      | 7      |
| Alexander Djatschenko Juri Postrigai                                         | K2 200 m   | 0:31,946   | 5       | -          | -          | 0:32,627   | 6      | 6      |
| Kirill Lutschkin Oleg Schestkow                                              | K2 1000 m  | 3:13,452   | 10      | 3:08,601   | 2          | 3:15,002   | 7      | 7      |
| Wladislaw Blinzow Wassili Pogreban Anton Rjachow Alexander Sergejew          | K4 1000 m  | 3:01,368   | 11      | 2:50,884   | 3          | 3:08,034   | 2      | Silber |
| Andrei Kraitor                                                               | C1 200 m   | 0:39,337   | 5       | 0:38,540   | 1          | 0:40,199   | 4      | 4      |
| Alexei Korowaschkow Ilja Perwuchin                                           | C2 1000 m  | 3:38,668   | 7       | -          | -          | 3:34,453   | 2      | Silber |

## Karate
| Athleten          | Wettbewerb        | Gruppenphase     | Gruppenphase | Halbfinale      | Halbfinale | Finale/Kampf um Bronze | Finale/Kampf um Bronze | Rang   |
| Athleten          | Wettbewerb        | Gegner           | Ergebnis     | Gegner          | Ergebnis   | Gegner                 | Ergebnis               | Rang   |
| ----------------- | ----------------- | ---------------- | ------------ | --------------- | ---------- | ---------------------- | ---------------------- | ------ |
| Frauen            |                   |                  |              |                 |            |                        |                        |        |
| Iwanna Saizewa    | Kumite über 68 kg | Helena Kuusisto  | 0:0          | Maša Martinović | 2:5        | Hana Antunovic         | 2:1                    | Bronze |
| Iwanna Saizewa    | Kumite über 68 kg | Meltem Hocaoğlu  | 0:0          | Maša Martinović | 2:5        | Hana Antunovic         | 2:1                    | Bronze |
| Iwanna Saizewa    | Kumite über 68 kg | Borislawa Ganewa | 2:1          | Maša Martinović | 2:5        | Hana Antunovic         | 2:1                    | Bronze |
| Männer            |                   |                  |              |                 |            |                        |                        |        |
| Jewgeni Plachutin | Kumite über 84 kg | Emil Pavlov      | 0:0          | –               | –          | –                      | –                      |        |
| Jewgeni Plachutin | Kumite über 84 kg | Marko Antić      | 0:2          | –               | –          | –                      | –                      |        |
| Jewgeni Plachutin | Kumite über 84 kg | Sofiane Agoudjil | 0:0          | –               | –          | –                      | –                      |        |

## Radsport

### BMX
| Athleten               | Wettbewerb | Qualifikation | Qualifikation | Viertelfinale | Viertelfinale | Halbfinale | Halbfinale | Finale   | Finale | Rang |
| Athleten               | Wettbewerb | Zeit          | Rang          | Punkte        | Rang          | Zeit       | Rang       | Zeit     | Rang   | Rang |
| ---------------------- | ---------- | ------------- | ------------- | ------------- | ------------- | ---------- | ---------- | -------- | ------ | ---- |
| Frauen                 |            |               |               |               |               |            |            |          |        |      |
| Natalja Suworowa       | Race       | 38,147 s      | 6             | 16            | 5             | –          | –          | –        | –      |      |
| Männer                 |            |               |               |               |               |            |            |          |        |      |
| Alexander Katyschew    | Race       | 34,974 s      | 21            | 13            | 3             | 35,614 s   | 6          | –        | –      |      |
| Jewgeni Kleschtschenko | Race       | 34,514 s      | 18            | 9             | 3             | 34,534 s   | 4          | 35,138 s | 7      | 7    |
| Jewgeni Komarow        | Race       | 33,720 s      | 6             | 7             | 2             | 34,006 s   | 3          | 34,848 s | 5      | 5    |

### Mountainbike
| Athleten             | Wettbewerb    | Zeit (h) | Rang |
| -------------------- | ------------- | -------- | ---- |
| Frauen               |               |          |      |
| Jekaterina Anoschina | Cross-Country | 1:42:33  | 16   |

### Straße
| Athleten              | Wettbewerb      | Zeit                 | Rang                 |
| --------------------- | --------------- | -------------------- | -------------------- |
| Frauen                |                 |                      |                      |
| Tatjana Antoschina    | Straßenrennen   | 3:24:18              | 8                    |
| Tatjana Antoschina    | Einzelzeitfahrt | 33:38,73             | 4                    |
| Natalja Bojarskaja    | Straßenrennen   | 3:34:09              | 49                   |
| Natalja Bojarskaja    | Einzelzeitfahrt | 36:06,34             | 21                   |
| Anastassija Jakowenko | Straßenrennen   | 3:25:57              | 36                   |
| Oxana Kosontschuk     | Straßenrennen   | 3:34:09              | 37                   |
| Jelena Kutschinskaja  | Straßenrennen   | 3:25:53              | 17                   |
| Männer                |                 |                      |                      |
| Sergei Tschernezki    | Straßenrennen   | 5:33:43              | 40                   |
| Pawel Kotschetkow     | Straßenrennen   | 5:27:33              | 11                   |
| Alexei Zatewitsch     | Straßenrennen   | Rennen nicht beendet | Rennen nicht beendet |
| Juri Trofimow         | Straßenrennen   | 5:33:43              | 33                   |
| Anton Worobjow        | Straßenrennen   | Rennen nicht beendet | Rennen nicht beendet |
| Anton Worobjow        | Einzelzeitfahrt | 1:01:54,48           | 6                    |
| Ilnur Sakarin         | Straßenrennen   | Rennen nicht beendet | Rennen nicht beendet |
| Ilnur Sakarin         | Einzelzeitfahrt | 1:02:50,56           | 13                   |

## Ringen
| Athleten                         | Wettbewerb        | 1. Runde           | 1. Runde | Achtelfinale             | Achtelfinale | Viertelfinale         | Viertelfinale | Halbfinale             | Halbfinale | Hoffnungsrunde Viertelfinale | Hoffnungsrunde Viertelfinale | Hoffnungsrunde Halbfinale | Hoffnungsrunde Halbfinale | Hoffnungsrunde Finale | Hoffnungsrunde Finale | Finale                | Finale   | Rang   |
| Athleten                         | Wettbewerb        | Gegner             | Ergebnis | Gegner                   | Ergebnis     | Gegner                | Ergebnis      | Gegner                 | Ergebnis   | Gegner                       | Ergebnis                     | Gegner                    | Ergebnis                  | Gegner                | Ergebnis              | Gegner                | Ergebnis | Rang   |
| -------------------------------- | ----------------- | ------------------ | -------- | ------------------------ | ------------ | --------------------- | ------------- | ---------------------- | ---------- | ---------------------------- | ---------------------------- | ------------------------- | ------------------------- | --------------------- | --------------------- | --------------------- | -------- | ------ |
| Freistil Frauen                  |                   |                    |          |                          |              |                       |               |                        |            |                              |                              |                           |                           |                       |                       |                       |          |        |
| Walentina Islamowa-Brik          | Klasse bis 48 kg  | –                  | –        | Iulia Leorda             | 5:0          | Evin Demirhan         | 4:0           | Eliza Jankowa          | 1:3        | –                            | –                            | –                         | –                         | Jaqueline Schellin    | 4:1                   | –                     | –        | Bronze |
| Natalja Malyschewa               | Klasse bis 53 kg  | Mélanie Lesaffre   | 3:0      | Silvia Felice            | 3:1          | Nadseja Schuschko     | 1:3           | –                      | –          | –                            | –                            | –                         | –                         | –                     | –                     | –                     | –        |        |
| Irina Ologonowa                  | Klasse bis 55 kg  | –                  | –        | Kazjaryna Hantschar      | 5:0          | Katarzyna Krawczyk    | 1:3           | –                      | –          | –                            | –                            | –                         | –                         | Ewelina Nikolowa      | 1:3                   | –                     | –        | 4      |
| Walerija Koblowa                 | Klasse bis 58 kg  | –                  | –        | Mariana Cherdivara-Eșanu | 3:1          | Emese Barka           | 0:5           | –                      | –          | –                            | –                            | Grace Bullen              | 0:5                       | –                     | –                     | –                     | –        |        |
| Swetlana Lipatowa                | Klasse bis 60 kg  | –                  | –        | –                        | –            | Weranika Iwanowa      | 4:1           | Giedrė Blekaitytė      | 4:0        | –                            | –                            | –                         | –                         | –                     | –                     | Marianna Sastin       | 0:3      | Silber |
| Walerija Lasinskaja              | Klasse bis 63 kg  | –                  | –        | Petra Olli               | 5:0          | Anastasija Grigorjeva | 3:1           | Henna Johansson        | 5:0        | –                            | –                            | –                         | –                         | –                     | –                     | Julija Tkatsch        | 3:1      | Gold   |
| Natalja Worobjowa                | Klasse bis 69 kg  | –                  | –        | Nadiya Muşka             | 3:0          | Agnieszka Wieszczek   | 5:0           | Ilana Kratysh          | 1:3        | –                            | –                            | –                         | –                         | Maria Louiza Vryoni   | 5:0                   | –                     | –        | Bronze |
| Jekaterina Bukina                | Klasse bis 75 kg  | –                  | –        | Daria Osocka             | 5:0          | Swetlana Sajenko      | 3:0           | Yasemin Adar           | 3:1        | –                            | –                            | –                         | –                         | –                     | –                     | Wassilissa Marsaljuk  | 1:3      | Silber |
| griechisch-römischer Stil Männer |                   |                    |          |                          |              |                       |               |                        |            |                              |                              |                           |                           |                       |                       |                       |          |        |
| Stepan Marjanjan                 | Klasse bis 59 kg  | –                  | –        | Tobias Fonnesbek         | 4:0          | Roman Amojan          | 4:0           | Elman Muxtarov         | 4:1        | –                            | –                            | –                         | –                         | –                     | –                     | Saslan Daurau         | 3:0      | Gold   |
| Artjom Surkow                    | Klasse bis 66 kg  | Fredrik Bjerrehuus | 4:0      | Frunze Harutyunyan       | 4:0          | Istvan Levai          | 4:0           | Denys Demjankow        | 3:0        | –                            | –                            | –                         | –                         | –                     | –                     | Mihran Harutjunjan    | 3:0      | Gold   |
| Juri Denissow                    | Klasse bis 71 kg  | –                  | –        | Mate Nemeš               | 3:1          | Mindia Zulukidse      | 1:3           | –                      | –          | –                            | –                            | –                         | –                         | –                     | –                     | –                     | –        |        |
| Tschingis Labasanow              | Klasse bis 75 kg  | Martin Szabó       | 3:0      | Evrik Nikoghosyan        | 4:0          | Elvin Mürsəliyev      | 1:3           | –                      | –          | –                            | –                            | Ionel Pușcașu             | 5:0                       | Surab Datunaschwili   | 3:1                   | –                     | –        | Bronze |
| Jewgeni Salejew                  | Klasse bis 80 kg  | –                  | –        | Oleksandr Schyschman     | 3:0          | Julius Matuzevičius   | 4:0           | Viktor Sasunovski      | 4:1        | –                            | –                            | –                         | –                         | –                     | –                     | Rafiq Hüseynov        | 3:0      | Gold   |
| Dawit Tschakwetadse              | Klasse bis 85 kg  | –                  | –        | Amer Hrustanovic         | 3:0          | Ramsin Azizsir        | 4:0           | Nenad Žugaj            | 3:1        | –                            | –                            | –                         | –                         | –                     | –                     | Schan Belenjuk        | 3:1      | Gold   |
| Islam Magomedow                  | Klasse bis 98 kg  | Oliver Hassler     | 3:0      | Ardo Arusaar             | 3:0          | Orxan Nuriyev         | 3:1           | Cenk İldem             | 3:1        | –                            | –                            | –                         | –                         | –                     | –                     | Dimitrij Timtschenko  | 3:0      | Gold   |
| Sergei Semjonow                  | Klasse bis 130 kg | –                  | –        | Miloslaw Metodiew        | 3:0          | Rıza Kayaalp          | 0:3           | –                      | –          | –                            | –                            | Bálint Lám                | 0:3                       | –                     | –                     | –                     | –        |        |
| Freistil Männer                  |                   |                    |          |                          |              |                       |               |                        |            |                              |                              |                           |                           |                       |                       |                       |          |        |
| Wiktor Lebedew                   | Klasse bis 57 kg  | –                  | –        | Taras Markowytsch        | 4:0          | Sezer Akgül           | 3:1           | Yaşar Əliyev           | 3:1        | –                            | –                            | –                         | –                         | –                     | –                     | Marcel Ewald          | 3:0      | Gold   |
| Alexander Bogomojew              | Klasse bis 61 kg  | –                  | –        | Münir Recep Aktaş        | 3:0          | Hacı Əliyev           | 3:1           | –                      | –          | –                            | –                            | –                         | –                         | –                     | –                     | Beka Lomtadse         | 3:1      | Gold   |
| Iljas Bekbulatow                 | Klasse bis 65 kg  | Toğrul Əsgərov     | 1:3      | –                        | –            | –                     | –             | –                      | –          | Mihail Sava                  | 4:1                          | Maxime Fiquet             | 4:1                       | Asamat Nurykau        | 3:1                   | –                     | –        | Bronze |
| Magomedrassul Gasimagomedow      | Klasse bis 70 kg  | –                  | –        | Zaur Efendiev            | 3:1          | Evgheni Nedealco      | 3:0           | Yakup Gör              | 3:0        | –                            | –                            | –                         | –                         | –                     | –                     | Magomedmurad Gadzhiev | 3:1      | Gold   |
| Aniuar Gedujew                   | Klasse bis 74 kg  | Ali Schabanau      | 3:0      | Georgios Savvoulidis     | 3:0          | Zelimkhan Khadjiev    | 4:0           | Dschumber Qwelaschwili | 5:0        | –                            | –                            | –                         | –                         | –                     | –                     | Soner Demirtaş        | 4:0      | Gold   |
| Abdulraschid Sadulajew           | Klasse bis 86 kg  | –                  | –        | Tudor Vasile Zuz         | 4:0          | Nurməhəmməd Hacıyev   | 4:1           | Radosław Marcinkiewicz | 4:0        | –                            | –                            | –                         | –                         | –                     | –                     | Piotr Ianulov         | 4:0      | Gold   |
| Abdussalam Gadissow              | Klasse bis 97 kg  | –                  | –        | Edon Shala               | 4:0          | Imants Lagodskis      | 4:0           | Xetaq Qazyumov         | 1:3        | –                            | –                            | –                         | –                         | Radosław Baran        | 3:0                   | –                     | –        | Bronze |
| Chadschimurad Gazalow            | Klasse bis 125 kg | –                  | –        | Lewan Berianidse         | 1:3          | –                     | –             | –                      | –          | –                            | –                            | –                         | –                         | –                     | –                     | –                     | –        |        |

## Sambo
| Athleten             | Wettbewerb         | Achtelfinale          | Achtelfinale | Viertelfinale        | Viertelfinale | Hoffnungsrunde Halbfinale | Hoffnungsrunde Halbfinale | Halbfinale           | Halbfinale | Hoffnungsrunde Finale | Hoffnungsrunde Finale | Finale / Kampf um Bronze | Finale / Kampf um Bronze | Rang   |
| Athleten             | Wettbewerb         | Gegner                | Ergebnis     | Gegner               | Ergebnis      | Gegner                    | Ergebnis                  | Gegner               | Ergebnis   | Gegner                | Ergebnis              | Gegner                   | Ergebnis                 | Rang   |
| -------------------- | ------------------ | --------------------- | ------------ | -------------------- | ------------- | ------------------------- | ------------------------- | -------------------- | ---------- | --------------------- | --------------------- | ------------------------ | ------------------------ | ------ |
| Frauen               |                    |                       |              |                      |               |                           |                           |                      |            |                       |                       |                          |                          |        |
| Anna Charitonowa     | Klasse bis 52 kg   | –                     | –            | Sosse Balassanjan    | 4:0           | –                         | –                         | Magdalena Warbanowa  | 3:1        | –                     | –                     | Nəzakət Xəlilova         | 4:0                      | Gold   |
| Jana Kostenko        | Klasse bis 60 kg   | Schorena Scharadse    | 4:0          | Şahanə Hüseynova     | 4:0           | –                         | –                         | Kazjaryna Prakapenka | 2:0        | –                     | –                     | Kalina Stefanowa         | 4:0                      | Gold   |
| Anna Schtscherbakowa | Klasse bis 64 kg   | –                     | –            | Natalia Budeanu      | 3:1           | –                         | –                         | Tazzjana Mazko       | 1:3        | –                     | –                     | Wanja Iwanowa            | 3:1                      | Bronze |
| Olga Sacharzowa      | Klasse bis 68 kg   | –                     | –            | Nadija Gerassymenko  | 3:1           | –                         | –                         | Ivana Jandrić        | 0:4        | –                     | –                     | Natalia Repesco          | 4:0                      | Bronze |
| Männer               |                    |                       |              |                      |               |                           |                           |                      |            |                       |                       |                          |                          |        |
| Aimergen Atkunow     | Klasse bis 57 kg   | –                     | –            | Tigran Kirakosjan    | 4:0           | –                         | –                         | Uladsislau Burds     | 3:1        | –                     | –                     | İslam Qasımov            | 4:0                      | Gold   |
| Asamat Sidakow       | Klasse bis 74 kg   | Luis Menéndez Rubiera | 3:1          | Dmytro Babijtschuk   | 3:1           | –                         | –                         | Szjapan Papou        | 1:3        | –                     | –                     | Valentin Damian          | 4:0                      | Bronze |
| Alsim Tschernoskulow | Klasse bis 90 kg   | –                     | –            | Dawit Karbelaschwili | 2:0           | –                         | –                         | Kənan Qasımov        | 4:0        | –                     | –                     | Andrej Kasussjonak       | 2:0                      | Gold   |
| Artjom Ossipenko     | Klasse über 100 kg | –                     | –            | Radu Malcic          | 4:0           | –                         | –                         | Juryj Rybak          | 4:0        | –                     | –                     | Vasif Səfərbəyov         | 4:0                      | Gold   |

## Schießen
| Athleten                                    | Klasse  | Wettbewerb                           | Qualifikation   | Qualifikation | Halbfinale      | Halbfinale | Finale                                       | Finale |
| Athleten                                    | Klasse  | Wettbewerb                           | Ringe/ Scheiben | Rang          | Ringe/ Scheiben | Rang       | Ringe/ Scheiben                              | Rang   |
| ------------------------------------------- | ------- | ------------------------------------ | --------------- | ------------- | --------------- | ---------- | -------------------------------------------- | ------ |
| Frauen                                      |         |                                      |                 |               |                 |            |                                              |        |
| Jekaterina Korschunowa                      | Pistole | Luftpistole 10 m                     | 388             | 3             | -               | -          | 137,7                                        | 5      |
| Olga Kusnezowa                              | Pistole | Luftpistole 10 m                     | 390             | 1             | -               | -          | 116,9                                        | 6      |
| Julija Alipawa                              | Pistole | Sportpistole 25 m                    | 583             | 3             | 14              | 3          | 5 : 7 1 Monika Karsch                        | 4      |
| Anna Mastjanina                             | Pistole | Sportpistole 25 m                    | 576             | 14            | –               | –          | –                                            | –      |
| Darja Wdowina                               | Gewehr  | Luftgewehr 10 m                      | 416,5           | 2             | -               | -          | 144,9                                        | 5      |
| Anna Schukowa                               | Gewehr  | Luftgewehr 10 m                      | 411,6           | 23            | –               | –          | –                                            | –      |
| Julija Karimowa                             | Gewehr  | Kleinkaliber Dreistellungskampf 50 m | 579             | 9             | –               | –          | –                                            | –      |
| Polina Choroschewa                          | Gewehr  | Kleinkaliber Dreistellungskampf 50 m | 576             | 17            | –               | –          | –                                            | –      |
| Jelena Tkatsch                              | Flinte  | Trap                                 | 71              | 4             | 13              | 3          | 14 : 11 1 Tatjana Barsuk                     | Bronze |
| Tatjana Barsuk                              | Flinte  | Trap                                 | 70              | 5             | 12              | 4          | 11 : 14 1 Jelena Tkatsch                     | 4      |
| Albina Schakirowa                           | Flinte  | Skeet                                | 68              | 11            | –               | –          | –                                            | –      |
| Anastassija Krachmaljowa                    | Flinte  | Skeet                                | 65              | 17            | –               | –          | –                                            | –      |
| Männer                                      |         |                                      |                 |               |                 |            |                                              |        |
| Sergei Tscherwjakowski                      | Pistole | Luftpistole 10 m                     | 577             | 12            | –               | –          | –                                            | –      |
| Wladimir Gontscharow                        | Pistole | Luftpistole 10 m                     | 576             | 15            | –               | –          | –                                            | –      |
| Leonid Jekimow                              | Pistole | Sportpistole 25 m                    | 578             | 10            | –               | –          | –                                            | –      |
| Alexei Klimow                               | Pistole | Sportpistole 25 m                    | 585             | 2             | –               | –          | 29                                           | Silber |
| Anton Gurjanow                              | Pistole | Freie Pistole 50 m                   | 554             | 9             | –               | –          | –                                            | –      |
| Wladimir Issakow                            | Pistole | Freie Pistole 50 m                   | 554             | 10            | –               | –          | –                                            | –      |
| Sergei Kruglow                              | Gewehr  | Luftgewehr 10 m                      | 626,7           | 7             | –               | –          | 122,6                                        | 6      |
| Sergei Kamenski                             | Gewehr  | Kleinkaliber Dreistellungskampf 50 m | 1154            | 6             | –               | –          | 434,3                                        | 4      |
| Sergei Kamenski                             | Gewehr  | Kleinkaliber liegend 50 m            | 612,2           | 23            | –               | –          | –                                            | –      |
| Nasar Luginez                               | Gewehr  | Luftgewehr 10 m                      | 621,0           | 23            | –               | –          | –                                            | –      |
| Nasar Luginez                               | Gewehr  | Kleinkaliber Dreistellungskampf 50 m | 1152            | 9             | –               | –          | –                                            | –      |
| Fjodor Wlassow                              | Gewehr  | Kleinkaliber liegend 50 m            | 611,5           | 24            | –               | –          | –                                            | –      |
| Waleri Schomin                              | Flinte  | Skeet                                | 120             | 15            | –               | –          | –                                            | –      |
| Alexander Semlin                            | Flinte  | Skeet                                | 112             | 26            | –               | –          | –                                            | –      |
| Alexei Alipow                               | Flinte  | Trap                                 | 123             | 1             | 13              | 2          | 15 : 14 1 Erik Varga                         | Gold   |
| Denis Sotow                                 | Flinte  | Trap                                 | 116             | 23            | –               | –          | –                                            | –      |
| Witali Fokejew                              | Flinte  | Doppeltrap                           | 142             | 2             | 29              | 2          | 29 : 26 1 Richárd Bognár                     | Gold   |
| Wassili Mossin                              | Flinte  | Doppeltrap                           | 137             | 12            | –               | –          | –                                            | –      |
| Mixed                                       |         |                                      |                 |               |                 |            |                                              |        |
| Jekaterina Korschunowa Wladimir Gontscharow | Pistole | Luftpistole 10 m                     | 479             | 3             | 236,3           | 4          | 5 : 4 1 Sonia Franquet/ Pablo Carrera        | Bronze |
| Darja Wdowina Sergei Kruglow                | Gewehr  | Luftgewehr 10 m                      | 522,4           | 1             | 243,8           | 4          | 5 : 3 Andrea Arsović/ Milutin Stefanović     | Bronze |
| Anastassija Krachmaljowa Waleri Schomin     | Flinte  | Skeet                                | 90              | 7             | –               | –          | –                                            | –      |
| Jelena Tkatsch Alexei Alipow                | Flinte  | Trap                                 | 90              | 3             | 24              | 2          | 21 : 27 Zuzana Rehák-Štefečeková/ Erik Varga | Silber |

 1 K.-o.-Wettkampf

## Taekwondo
| Athleten                  | Wettbewerb        | Achtelfinale             | Achtelfinale | Viertelfinale            | Viertelfinale | Hoffnungsrunde Halbfinale | Hoffnungsrunde Halbfinale | Halbfinale     | Halbfinale | Hoffnungsrunde Finale / Bronzekampf | Hoffnungsrunde Finale / Bronzekampf | Finale         | Finale   | Rang   |
| Athleten                  | Wettbewerb        | Gegner                   | Ergebnis     | Gegner                   | Ergebnis      | Gegner                    | Ergebnis                  | Gegner         | Ergebnis   | Gegner                              | Ergebnis                            | Gegner         | Ergebnis | Rang   |
| ------------------------- | ----------------- | ------------------------ | ------------ | ------------------------ | ------------- | ------------------------- | ------------------------- | -------------- | ---------- | ----------------------------------- | ----------------------------------- | -------------- | -------- | ------ |
| Frauen                    |                   |                          |              |                          |               |                           |                           |                |            |                                     |                                     |                |          |        |
| Alexandra Lytschagina     | Klasse bis 49 kg  | Patimat Abakarova        | 1:7          | –                        | –             | –                         | –                         | –              | –          | –                                   | –                                   | –              | –        |        |
| Jekaterina Kim            | Klasse bis 57 kg  | Ana Zaninović            | 3:9          | –                        | –             | –                         | –                         | –              | –          | –                                   | –                                   | –              | –        |        |
| Anastassija Baryschnikowa | Klasse bis 67 kg  | Tetjana Teterewjatnikowa | 6:4          | Aleksandra Krzemieniecka | 11:3          | –                         | –                         | Haby Niaré     | 11:3       | –                                   | –                                   | Fəridə Əzizova | 6:5      | Gold   |
| Olga Iwanowa              | Klasse über 67 kg | Yanna Schneider          | 5:4          | Gwladys Épangue          | 3:7           | Nuša Rajher               | 2:1                       | –              | –          | Maryna Konjewa                      | 7:3                                 | –              | –        | Bronze |
| Männer                    |                   |                          |              |                          |               |                           |                           |                |            |                                     |                                     |                |          |        |
| Arman Irgalijew           | Klasse bis 58 kg  | Georgios Simitsis        | 11:2         | Levent Tuncat            | 2:5           | –                         | –                         | –              | –          | –                                   | –                                   | –              | –        |        |
| Alexei Denissenko         | Klasse bis 68 kg  | Michele Ceccaroni        | 19:1         | Martin Stamper           | 18:6          | –                         | –                         | Ayxan Tağızadə | 5:7        | Servet Tazegül                      | 19:16                               | –              | –        | Bronze |
| Albert Gaun               | Klasse bis 80 kg  | Richard Ordemann         | 12:5         | Arman Jeremjan           | 5:2           | –                         | –                         | Roberto Botta  | 6:5        | –                                   | –                                   | Milad Beigi    | 4:9      | Silber |
| Wladislaw Larin           | Klasse über 80 kg | Daniel Ros Gómez         | 16:2         | Claudiu Roșeanu          | 20:1          | –                         | –                         | Vedran Golec   | 8:0        | –                                   | –                                   | Radik İsayev   | 3:4      | Silber |

## Tischtennis
| Athleten                                                | Wettbewerb | 1. Runde          | 1. Runde | 2. Runde   | 2. Runde | Achtelfinale | Achtelfinale | Viertelfinale | Viertelfinale | Halbfinale | Halbfinale | Finale/Spiel um Platz 3 | Finale/Spiel um Platz 3 | Rang |
| Athleten                                                | Wettbewerb | Gegner            | Ergebnis | Gegner     | Ergebnis | Gegner       | Ergebnis     | Gegner        | Ergebnis      | Gegner     | Ergebnis   | Gegner                  | Ergebnis                | Rang |
| ------------------------------------------------------- | ---------- | ----------------- | -------- | ---------- | -------- | ------------ | ------------ | ------------- | ------------- | ---------- | ---------- | ----------------------- | ----------------------- | ---- |
| Frauen                                                  |            |                   |          |            |          |              |              |               |               |            |            |                         |                         |      |
| Polina Michailowa                                       | Einzel     | –                 | –        | Han Ying   | 0:4      | –            | –            | –             | –             | –          | –          | –                       | –                       |      |
| Jana Noskowa                                            | Einzel     | Rachel Moret      | 4:1      | Li Jiao    | 3:4      | –            | –            | –             | –             | –          | –          | –                       | –                       |      |
| Polina Michailowa, Jana Noskowa, Anna Tichomirowa       | Mannschaft | –                 | –        | –          | –        | Portugal     | 3:1          | Deutschland   | 0:3           | –          | –          | –                       | –                       |      |
| Männer                                                  |            |                   |          |            |          |              |              |               |               |            |            |                         |                         |      |
| Alexander Schibajew                                     | Einzel     | –                 | –        | Pär Gerell | 3:4      | –            | –            | –             | –             | –          | –          | –                       | –                       |      |
| Kirill Skatschkow                                       | Einzel     | Jean-Michel Saive | 1:4      | –          | –        | –            | –            | –             | –             | –          | –          | –                       | –                       |      |
| Alexei Liwenzow, Alexander Schibajew, Kirill Skatschkow | Mannschaft | –                 | –        | –          | –        | Ungarn       | 3:0          | Österreich    | 0:3           | –          | –          | –                       | –                       |      |

## Triathlon
| Athleten                | Wettbewerb | Zeit (h)      | Rang          |
| ----------------------- | ---------- | ------------- | ------------- |
| Frauen                  |            |               |               |
| Anastassija Abrossimowa | Einzel     | 2:05:47       | 16            |
| Jelena Danilowa         | Einzel     | 2:05:20       | 14            |
| Alexandra Rasarjonowa   | Einzel     | 2:04:00       | 7             |
| Männer                  |            |               |               |
| Alexander Brjuchankow   | Einzel     | 1:49:42       | 7             |
| Dmitri Poljanski        | Einzel     | nicht beendet | nicht beendet |
| Igor Poljanski          | Einzel     | 1:49:42       | 38            |

## Turnen

### Aerobic
| Athleten                                                                                  | Wettbewerb | Qualifikation | Qualifikation | Finale | Finale | Rang   |
| Athleten                                                                                  | Wettbewerb | Punkte        | Rang          | Punkte | Rang   | Rang   |
| ----------------------------------------------------------------------------------------- | ---------- | ------------- | ------------- | ------ | ------ | ------ |
| Duchik Dschanasjan, Denis Solowjow                                                        | Mixed Paar | 20,350        | 4             | 20,500 | 3      | Bronze |
| Duchik Dschanasjan, Garsewan Dschanasjan, Roman Semjonow, Denis Solowjow, Ruslan Subairow | Mannschaft | 20,430        | 4             | 20,638 | 4      | 4      |

### Akrobatik
| Athletinnen                                        | Wettbewerb           | Qualifikation | Qualifikation | Finale | Finale | Rang   |
| Athletinnen                                        | Wettbewerb           | Punkte        | Rang          | Punkte | Rang   | Rang   |
| -------------------------------------------------- | -------------------- | ------------- | ------------- | ------ | ------ | ------ |
| Walerija Belkina Julija Nikitina Schanna Parchomez | Gruppe Mehrkampf     | –             | –             | 85,430 | 2      | Silber |
| Walerija Belkina Julija Nikitina Schanna Parchomez | Gruppe Balance       | 28,170        | 4             | 28,550 | 2      | Silber |
| Walerija Belkina Julija Nikitina Schanna Parchomez | Gruppe Dynamik       | 28,740        | 1             | 28,190 | 2      | Silber |
| Marina Tschernowa Georgi Pataraja                  | Mixed Paar Mehrkampf | –             | –             | 89,310 | 1      | Gold   |
| Marina Tschernowa Georgi Pataraja                  | Mixed Paar Balance   | 30,010        | 1             | 29,760 | 1      | Gold   |
| Marina Tschernowa Georgi Pataraja                  | Mixed Paar Dynamik   | 29,550        | 1             | 29,300 | 1      | Gold   |

### Geräteturnen
| Athletinnen      | Wettbewerb           | Sprung | Sprung | Stufenbarren | Stufenbarren | Boden  | Boden  | Schwebebalken | Schwebebalken | Gesamt  | Gesamt |
| Athletinnen      | Wettbewerb           | Punkte | Rang   | Punkte       | Rang         | Punkte | Rang   | Punkte        | Rang          | Punkte  | Rang   |
| ---------------- | -------------------- | ------ | ------ | ------------ | ------------ | ------ | ------ | ------------- | ------------- | ------- | ------ |
| Frauen           |                      |        |        |              |              |        |        |               |               |         |        |
| Wiktorija Komowa | Qualifikation        | –      | –      | 14,866       | 4            | 14,233 | 4      | 13,300        | 15            | 56,965  | 3      |
| Alija Mustafina  | Qualifikation        | –      | –      | 15,200       | 1            | 14,566 | 2      | 13,966        | 1             | 58,865  | 1      |
| Seda Tutchaljan  | Qualifikation        | 14,466 | 2      | 14,166       | 6            | 14,600 | 1      | 13,600        | 9             | 57,332  | 2      |
| Mannschaft       | Mehrkampf Mannschaft | 30,099 | 1      | 30,066       | 1            | 27,566 | 2      | 29,166        | 1             | 116,897 | Gold   |
| Alija Mustafina  | Mehrkampf Einzel     | 14,866 | 2      | 15,500       | 1            | 13,700 | 3      | 14,500        | 1             | 58,566  | Gold   |
| Alija Mustafina  | Gerätefinals         | –      | –      | 15,400       | Gold         | 14,200 | Silber | –             | –             | –       | –      |
| Seda Tutchaljan  | Gerätefinals         | 14,683 | Silber | –            | –            | –      | –      | 13,566        | 5             | –       | –      |

| Athleten         | Wettbewerb           | Boden  | Boden  | Pauschenpferd | Pauschenpferd | Ringe  | Ringe  | Sprung | Sprung | Barren | Barren | Reck   | Reck   | Gesamt  | Gesamt |
| Athleten         | Wettbewerb           | Punkte | Rang   | Punkte        | Rang          | Punkte | Rang   | Punkte | Rang   | Punkte | Rang   | Punkte | Rang   | Punkte  | Rang   |
| ---------------- | -------------------- | ------ | ------ | ------------- | ------------- | ------ | ------ | ------ | ------ | ------ | ------ | ------ | ------ | ------- | ------ |
| Männer           |                      |        |        |               |               |        |        |        |        |        |        |        |        |         |        |
| Dawid Beljawski  | Qualifikation        | 15,100 | 3      | 14,800        | 3             | –      | –      | –      | –      | 15,600 | 3      | 0,000  | 77     | 73,366  | 60     |
| Nikita Ignatjew  | Qualifikation        | 14,300 | 21     | 14,366        | 10            | 15,000 | 4      | –      | –      | 15,133 | 8      | 15,366 | 4      | 89,065  | 2      |
| Mykola Kuksenkow | Qualifikation        | 14,400 | 17     | 13,566        | 22            | 14,533 | 9      | –      | –      | 15,166 | 7      | 14,966 | 7      | 87,397  | 5      |
| Mannschaft       | Mannschaft Mehrkampf | 29,500 | 3      | 29,166        | 2             | 29,533 | 2      | 29,666 | 4      | 30,766 | 2      | 30,332 | 2      | 178,963 | Gold   |
| Dawid Beljawski  | Gerätefinals         | 15,000 | Bronze | 13,900        | 4             | –      | –      | –      | –      | 15,700 | Silber | –      | –      | –       | –      |
| Nikita Ignatjew  | Mehrkampf Einzel     | 14,900 | 2      | 14,300        | 5             | 15,033 | 1      | 14,966 | 2      | 15,266 | 2      | 12,900 | 15     | 87,365  | Bronze |
| Nikita Ignatjew  | Gerätefinals         | –      | –      | –             | –             | 15,333 | Silber | –      | –      | –      | –      | 15,166 | Bronze | –       | –      |

### Rhythmische Sportgymnastik
| Athletinnen      | Wettbewerb | Qualifikation | Qualifikation | Finale | Finale | Rang   |
| Athletinnen      | Wettbewerb | Punkte        | Rang          | Punkte | Rang   | Rang   |
| ---------------- | ---------- | ------------- | ------------- | ------ | ------ | ------ |
| Frauen           |            |               |               |        |        |        |
| Jana Kudrjawzewa | Mehrkampf  | –             | –             | 76,100 | 1      | Gold   |
| Jana Kudrjawzewa | Reifen     | 18,850        | 2             | –      | –      |        |
| Jana Kudrjawzewa | Ball       | 19,100        | 1             | 18,950 | 1      | Gold   |
| Jana Kudrjawzewa | Keulen     | 19,050        | 1             | 19,200 | 1      | Gold   |
| Jana Kudrjawzewa | Band       | 19,100        | 1             | 19,000 | 1      | Gold   |
| Margarita Mamun  | Mehrkampf  | –             | –             | 75,650 | 2      | Silber |
| Margarita Mamun  | Reifen     | 18,900        | 1             | 18,850 | 1      | Gold   |
| Margarita Mamun  | Ball       | 18,950        | 2             | –      | –      |        |
| Margarita Mamun  | Keulen     | 18,850        | 2             | –      | –      |        |
| Margarita Mamun  | Band       | 18,950        | 2             | –      | –      |        |

### Trampolin
| Athleten                       | Wettbewerb | Qualifikation    | Qualifikation    | Finale           | Finale           | Rang |
| Athleten                       | Wettbewerb | Punkte           | Rang             | Punkte           | Rang             | Rang |
| ------------------------------ | ---------- | ---------------- | ---------------- | ---------------- | ---------------- | ---- |
| Frauen                         |            |                  |                  |                  |                  |      |
| Anna Kornetskaja               | Einzel     | nicht angetreten | nicht angetreten | nicht angetreten | nicht angetreten |      |
| Jana Pawlowa                   | Einzel     | -                | -                | 54,335           | 1                | Gold |
| Anna Kornetskaja Jana Pawlowa  | Synchron   | 84,700           | 3                | 46,400           | 1                | Gold |
| Männer                         |            |                  |                  |                  |                  |      |
| Michail Melnik                 | Einzel     | nicht angetreten | nicht angetreten | nicht angetreten | nicht angetreten |      |
| Dmitri Uschakow                | Einzel     | -                | -                | 60,090           | 1                | Gold |
| Michail Melnik Dmitri Uschakow | Synchron   | 88,800           | 2                | 51,100           | 1                | Gold |

## Volleyball
| Wettbewerb             | Frauen | Männer |
| ---------------------- | --- | --- |
| Athleten               | Anastassija Bawykina Irina Filischtinskaja Darja Issajewa Kristina Kurnossowa Irina Malkowa Anna Matijenko Olessja Nikolajewa Darja Pissarenko Julija Podskalnaja Jekaterina Romanenko Irina Sarjaschko Anastassija Tschornaja Irina Woronkowa | Roman Bragin Iwan Demakow Igor Filippow Alexei Kabeschow Alexander Kimerow Jegor Kljuka Igor Kobsar Dmitri Kowaljow Alexander Markin Sergei Nikitin Wiktor Poletajew Maxim Schigalow Ilja Wlassow Dmitri Wolkow |
| Gruppenphase           | Niederlande 1:3 (19:25, 25:21, 10:25, 22:25, 21:25) Bulgarien 0:3 (16:25, 22:25, 22:25) Kroatien 3:0 (25:22, 25:19, 26:24) Deutschland 3:2 (24:26, 25:29, 25:20, 22:25, 15:10) Serbien 0:3 (28:30, 14:25, 16:25)                               | Deutschland 3:1 (25:20, 20:25, 25:23, 25:21) Belgien 3:0 (25:18, 25:18, 25:23) Slowakei 3:1 (14:26, 25:17, 25:18, 25:20) Bulgarien 1:3 (22:25, 25:18, 23:25, 17:25) Italien 3:0 (25:17, 25:15, 32:30)           |
| Viertelfinale          | Türkei 1:3 (18:25, 25:23, 22:25, 19:25) | Frankreich 3:0 (25:23, 25:23, 25:22) |
| Halbfinale             | ausgeschieden | Deutschland 1:3 (17:25, 25:18, 18:25, 18:25) |
| Finale/Spiel um Bronze | ausgeschieden | Polen 3:1 (26:24, 23:25, 25:23, 25:23) |
| Platzierung            | 5. | Bronze |

## Wassersport

### Schwimmen
Hier fanden Jugendwettbewerbe statt. Bei den Frauen ist das die U17 (Jahrgang 1999) und bei den Männern die U19 (Jahrgang 1997).
| Athleten | Wettbewerb          | Vorlauf          | Vorlauf          | Halbfinale       | Halbfinale       | Finale           | Finale           | Rang   |
| Athleten | Wettbewerb          | Zeit             | Rang             | Zeit             | Rang             | Zeit             | Rang             | Rang   |
| --- | ------------------- | ---------------- | ---------------- | ---------------- | ---------------- | ---------------- | ---------------- | ------ |
| Frauen |                     |                  |                  |                  |                  |                  |                  |        |
| Marija Astaschkina | 50 m Brust          | 31,84 s          | 1                | 31,47 s          | 1                | 31,58 s          | 1                | Gold   |
| Marija Astaschkina | 100 m Brust         | 1:08,67 min      | 1                | 1:07,88 min      | 1                | 1:07,71 min      | 1                | Gold   |
| Marija Astaschkina | 200 m Brust         | 2:25,54 min      | 1                | 2:23,88 min      | 1                | 2:23,06 min      | 1                | Gold   |
| Wassilissa Buinaja | 50 m Freistil       | 26,03 s          | 4                | 25,86 s          | 4                | disqualifiziert  | disqualifiziert  |        |
| Wassilissa Buinaja | 100 m Freistil      | 57,74 s          | 19               | -                | -                | -                | -                |        |
| Polina Jegorowa | 50 m Rücken         | 29,08 s          | 5                | 29,29 s          | 6                | 29,41 s          | 7                | 7      |
| Polina Jegorowa | 100 m Rücken        | 1:02,10 min      | 2                | 1:01,97 min      | 2                | 1:01,19 min      | 1                | Gold   |
| Polina Jegorowa | 200 m Rücken        | 2:13,83 min      | 2                | 2:13,19 min      | 3                | 2:11,23 min      | 1                | Gold   |
| Polina Jegorowa | 50 m Schmetterling  | 27,38 s          | 1                | 27,15 s          | 1                | 26,82 s          | 1                | Gold   |
| Polina Jegorowa | 100 m Schmetterling | 1:00,36 min      | 1                | 59,67 s          | 1                | 59,36 s          | 1                | Gold   |
| Marija Kamenewa | 50 m Freistil       | 25,64 s          | 2                | 25,44 s          | 1                | 25,23 s          | 1                | Gold   |
| Marija Kamenewa | 100 m Freistil      | 55,94 s          | 3                | 55,37 s          | 3                | 55,19 s          | 3                | Bronze |
| Marija Kamenewa | 50 m Rücken         | 28,96 s          | 3                | 28,94 s          | 3                | 28,77 s          | 3                | Bronze |
| Marija Kamenewa | 100 m Rücken        | 1:01,86 min      | 1                | 1:01,57 min      | 1                | 1:01,23 min      | 2                | Silber |
| Anastassija Kirpitschnikowa | 200 m Freistil      | 2:03,69 min      | 8                | 2:02,10 min      | 5                | 2:01,98 min      | 5                | 5      |
| Anastassija Kirpitschnikowa | 400 m Freistil      | 4:15,68 min      | 2                | -                | -                | 4:13,13 min      | 3                | Bronze |
| Anastassija Kirpitschnikowa | 800 m Freistil      | -                | -                | -                | -                | 8:39,73 min      | 2                | Silber |
| Irina Kriwonogowa | 200 m Freistil      | 2:05,05 min      | 17               | -                | -                | -                | -                |        |
| Irina Kriwonogowa | 400 m Freistil      | 4:21,64 min      | 12               | -                | -                | -                | -                |        |
| Irina Kriwonogowa | 400 m Lagen         | 4:55,99 min      | 8                | -                | -                | 4:54,09 min      | 6                | 6      |
| Arina Opjonyschewa | 100 m Freistil      | 55,18 s          | 1                | 55,26 s          | 2                | 54,45 s          | 2                | Silber |
| Arina Opjonyschewa | 200 m Freistil      | 2:02,06 min      | 1                | 1:59,42 min      | 1                | 1:58,22 min      | 1                | Gold   |
| Arina Opjonyschewa | 400 m Freistil      | 4:14,95 min      | 1                | -                | -                | 4:08,81 min      | 1                | Gold   |
| Marjana Petrowa | 400 m Freistil      | 4:26,88 min      | 23               | -                | -                | -                | -                |        |
| Marjana Petrowa | 800 m Freistil      | -                | -                | -                | -                | 8:59,44 min      | 12               | 12     |
| Marjana Petrowa | 1500 m Freistil     | -                | -                | -                | -                | 17:07,52 min     | 7                | 7      |
| Olessja Tschernjatina | 50 m Freistil       | 26,88 s          | 22               | -                | -                | -                | -                |        |
| Olessja Tschernjatina | 100 m Freistil      | 57,99 s          | 21               | -                | -                | -                | -                |        |
| Olessja Tschernjatina | 200 m Freistil      | 2:04,74 min      | 15               | -                | -                | -                | -                |        |
| Alexandra Tschesnokowa | 50 m Schmetterling  | 28,16 s          | 14               | 28,13 s          | 15               | -                | -                |        |
| Alexandra Tschesnokowa | 100 m Schmetterling | 1:01,13 min      | 5                | 1:00,63 min      | 5                | 1:00,81 min      | 7                | 7      |
| Alexandra Tschesnokowa | 200 m Schmetterling | 2:17,81 min      | 12               | 2:16,69 min      | 11               | -                | -                |        |
| Darja Tschikunowa | 50 m Brust          | 32,73 s          | 12               | 32,47 s          | 11               | -                | -                |        |
| Darja Tschikunowa | 100 m Brust         | 1:09,60 min      | 2                | 1:09,65 min      | 3                | 1:09,02 min      | 3                | Bronze |
| Darja Tschikunowa | 200 m Brust         | 2:28,94 min      | 4                | 2:28,01 min      | 3                | 2:28,50 min      | 4                | 4      |
| Wassilissa Buinaja Olessja Tschernjatina Polina Jegorowa (Vorlauf) Anastassija Kirpitschnikowa (Vorlauf) Marija Kamenewa (Finale) Arina Opjonyschewa (Finale)                              | 4×100 m Freistil    | 3:47,65 min      | 1                | -                | -                | 3:43,63 min      | 1                | Gold   |
| Irina Kriwonogowa Olessja Tschernjatina Marija Kamenewa (Vorlauf) Marjana Petrowa (Vorlauf) Anastassija Kirpitschnikowa (Finale) Arina Opjonyschewa (Finale)                               | 4×200 m Freistil    | 8:22,43 min      | 6                | -                | -                | 8:03,45 min      | 1                | Gold   |
| Polina Jegorowa Wassilissa Buinaja (Vorlauf) Alexandra Tschesnokowa (Vorlauf) Darja Tschikunowa (Vorlauf) Marija Astaschkina (Finale) Marija Kamenewa (Finale) Arina Opjonyschewa (Finale) | 4×100 m Lagen       | 4:09,96 min      | 1                | -                | -                | 4:03,22 min      | 1                | Gold   |
| Männer |                     |                  |                  |                  |                  |                  |                  |        |
| Daniil Antipow | 100 m Schmetterling | 53,59 s          | 3                | 53,67 s          | 3                | 53,36 s          | 3                | Bronze |
| Daniil Antipow | 200 m Schmetterling | 2:00,32 min      | 3                | 1:59,67 min      | 4                | 1:59,88 min      | 4                | 4      |
| Igor Balyberdin | 200 m Lagen         | 2:04,62 min      | 12               | -                | -                | -                | -                |        |
| Igor Balyberdin | 400 m Lagen         | 4:24,53 min      | 2                | -                | -                | 4:20,80 min      | 2                | Silber |
| Alexei Brjanski | 50 m Freistil       | 23,06 s          | 5                | 22,76 s          | 3                | 22,69 s          | 3                | Bronze |
| Alexei Brjanski | 100 m Freistil      | 50,91 s          | 9                | 50,70 s          | 8                | 50,28 s          | 4                | 4      |
| Jewgeni Drobotow | 400 m Freistil      | 4:03,58 min      | 38               | -                | -                | -                | -                |        |
| Ilja Druschinin | 400 m Freistil      | 4:05,16 min      | 41               | -                | -                | -                | -                |        |
| Ilja Druschinin | 800 m Freistil      | -                | -                | -                | -                | 8:08,36 min      | 8                | 8      |
| Ilja Druschinin | 1500 m Freistil     | -                | -                | -                | -                | 15:26,33 min     | 4                | 4      |
| Arkadi Grigorjew | 50 m Brust          | 28,85 s          | 12               | -                | -                | -                | -                |        |
| Arkadi Grigorjew | 100 m Brust         | 1:02,69 min      | 7                | -                | -                | -                | -                |        |
| Arkadi Grigorjew | 200 m Brust         | 2:14,29 min      | 4                | -                | -                | -                | -                |        |
| Georg Gutmann | 50 m Freistil       | 23,20 s          | 9                | 23,02 s          | 9                | -                | -                |        |
| Georg Gutmann | 100 m Freistil      | 51,11 s          | 16               | -                | -                | -                | -                |        |
| Wladislaw Koslow | 100 m Freistil      | 50,93 s          | 10               | 50,33 s          | 4                | 50,11 s          | 3                | Bronze |
| Wladislaw Koslow | 50 m Schmetterling  | 24,23 s          | 4                | -                | -                | -                | -                |        |
| Roman Larin | 50 m Rücken         | 26,39 s          | 11               | -                | -                | -                | -                |        |
| Roman Larin | 100 m Rücken        | 56,09 s          | 6                | 55,82 s          | 10               | -                | -                |        |
| Roman Larin | 200 m Rücken        | 2:01,00 min      | 2                | 2:01,24 min      | 5                | 1:59,60 min      | 3                | Bronze |
| Ernest Maxumow | 400 m Freistil      | 3:54,77 min      | 3                | -                | -                | 3:52,65 min      | 3                | Bronze |
| Ernest Maxumow | 800 m Freistil      | -                | -                | -                | -                | 8:04,72 min      | 5                | 5      |
| Ernest Maxumow | 1500 m Freistil     | -                | -                | -                | -                | 15:13,90 min     | 2                | Silber |
| Kirill Mordaschew | 50 m Brust          | 29,32 s          | 23               | -                | -                | -                | -                |        |
| Kirill Mordaschew | 100 m Brust         | 1:03,13 min      | 10               | -                | -                | -                | -                |        |
| Kirill Mordaschew | 200 m Brust         | 2:13,20 min      | 3                | 2:13,29 min      | 2                | 2:12,94 min      | 2                | Silber |
| Daniil Pachomow | 50 m Schmetterling  | 24,20 s          | 3                | 24,07 s          | 4                | 24,02 s          | 3                | Bronze |
| Daniil Pachomow | 100 m Schmetterling | 52,25 s          | 1                | 52,13 s          | 1                | 52,72 s          | 1                | Gold   |
| Daniil Pachomow | 200 m Schmetterling | 2:00,11 min      | 2                | 1:57,74 min      | 1                | 1:57,04 min      | 1                | Gold   |
| Alexander Prokofjew | 200 m Freistil      | 1:50,27 min      | 5                | -                | -                | -                | -                |        |
| Alexander Prokofjew | 400 m Freistil      | 3:55,97 min      | 11               | -                | -                | 3:54,51 min      | 6                | 6      |
| Igor Schadrin | 200 m Freistil      | 1:52,80 min      | 21               | -                | -                | -                | -                |        |
| Roman Schewljakow | 50 m Schmetterling  | 24,10 s          | 1                | 24,11 s          | 5                | 24,05 s          | 4                | 4      |
| Roman Schewljakow | 100 m Schmetterling | 53,75 s          | 4                | -                | -                | -                | -                |        |
| Roman Schewljakow | 200 m Schmetterling | 2:01,07 min      | 4                | -                | -                | -                | -                |        |
| Filipp Schopin | 50 m Rücken         | 25,79 s          | 2                | 25,67 s          | 1                | 25,40 s          | 1                | Gold   |
| Filipp Schopin | 100 m Rücken        | 56,13 s          | 7                | 55,18 s          | 3                | 54,81 s          | 2                | Silber |
| Nikolai Snegirjow | 200 m Freistil      | 1:50,22 min      | 4                | 1:49,57 min      | 3                | 1:49,83 min      | 4                | 4      |
| Nikolai Snegirjow | 100 m Rücken        | 57,46 s          | 25               | -                | -                | -                | -                |        |
| Nikolai Sokolow | 200 m Lagen         | 2:04,03 min      | 8                | 2:04,27 min      | 11               | -                | -                |        |
| Nikolai Sokolow | 400 m Lagen         | 4:24,22 min      | 1                | -                | -                | 4:19,44 min      | 1                | Gold   |
| Jelissei Stepanow | 50 m Freistil       | nicht angetreten | nicht angetreten | nicht angetreten | nicht angetreten | nicht angetreten | nicht angetreten |        |
| Jelissei Stepanow | 200 m Freistil      | 1:49,29 min      | 1                | 1:49,43 min      | 1                | 1:49,64 min      | 3                | Bronze |
| Sergei Sudakow | 50 m Freistil       | 23,86 s          | 35               | -                | -                | -                | -                |        |
| Sergei Sudakow | 100 m Freistil      | 51,92 s          | 37               | -                | -                | -                | -                |        |
| Jegor Sutschkow | 50 m Brust          | 28,43 s          | 6                | 28,67 s          | 11               | -                | -                |        |
| Jegor Sutschkow | 100 m Brust         | 1:02,31 min      | 5                | 1:02,15 min      | 4                | 1:02,26 min      | 5                | 5      |
| Jegor Sutschkow | 200 m Brust         | 2:14,58 min      | 5                | -                | -                | -                | -                |        |
| Kirill Titow | 50 m Rücken         | 26,60 s          | 15               | -                | -                | -                | -                |        |
| Kirill Titow | 100 m Rücken        | 56,89 s          | 15               | -                | -                | -                | -                |        |
| Kirill Titow | 200 m Rücken        | 2:04,03 min      | 14               | 2:03,43 min      | 14               | -                | -                |        |
| Anton Tschupkow | 50 m Brust          | 28,44 s          | 7                | 28,21 s          | 4                | 28,29 s          | 6                | 6      |
| Anton Tschupkow | 100 m Brust         | 1:00,94 min      | 1                | 1:00,95 min      | 1                | 1:00,65 min      | 1                | Gold   |
| Anton Tschupkow | 200 m Brust         | 2:11,52 min      | 1                | 2:10,69 min      | 1                | 2:10,85 min      | 1                | Gold   |
| Anton Tschupkow | 200 m Lagen         | 2:02,85 min      | 3                | -                | -                | -                | -                |        |
| Michail Wekowischtschew | 50 m Schmetterling  | 25,02 s          | 23               | -                | -                | -                | -                |        |
| Michail Wekowischtschew | 100 m Schmetterling | 56,19 s          | 27               | -                | -                | -                | -                |        |
| Michail Wekowischtschew | 200 m Schmetterling | 2:09,79 min      | 31               | -                | -                | -                | -                |        |
| Igor Schadrin Jelissei Stepanow Georg Gutmann (Vorlauf) Sergei Sudakow (Vorlauf) Alexei Brjanski (Finale) Wladislaw Koslow (Finale)                                                        | 4×100 m Freistil    | 3:23,08 min      | 3                | -                | -                | 3:20,22 min      | 3                | Bronze |
| Ernest Maxumow Nikolai Snegirjow Daniil Antipow (Vorlauf) Igor Schadrin (Vorlauf) Alexander Prokofjew (Finale) Jelissei Stepanow (Finale)                                                  | 4×200 m Freistil    | 7:25,47 min      | 1                | -                | -                | 7:16,08 min      | 1                | Gold   |
| Vorlauf: Daniil Antipow Alexei Brjanski Roman Larin Jegor Sutschkow Finale: Wladislaw Koslow Daniil Pachomow Filipp Schopin Anton Tschupkow                                                | 4×100 m Lagen       | 3:42,30 min      | 1                | -                | -                | 3:36,38 min      | 1                | Gold   |
| Mixed |                     |                  |                  |                  |                  |                  |                  |        |
| Vorlauf: Wassilissa Buinaja Olessja Tschernjatina Alexei Brjanski Igor Schadrin Finale: Marija Kamenewa Arina Opjonyschewa Wladislaw Koslow Jelissei Stepanow                              | 4×100 m Freistil    | 3:36,36 min      | 2                | -                | -                | 3:30,30 min      | 1                | Gold   |
| Vorlauf: Wassilissa Buinaja Darja Tschikunowa Roman Schewljakow Filipp Schopin Finale: Marija Kamenewa Arina Opjonyschewa Daniil Pachomow Anton Tschupkow                                  | 4×100 m Lagen       | 3:56,14 min      | 1                | -                | -                | 3:49,53 min      | 1                | Gold   |

### Synchronschwimmen
Hier fanden Jugendwettbewerbe statt. Im Synchronwettbewerb traten U19 (Jahrgang 1997) Schwimmerinnen an.
| Athletinnen | Wettbewerb        | Qualifikation – Freie Kür | Qualifikation – Freie Kür | Finale – Freie Kür | Finale – Freie Kür | Rang |
| Athletinnen | Wettbewerb        | Punkte                    | Rang                      | Punkte             | Rang               | Rang |
| --- | ----------------- | ------------------------- | ------------------------- | ------------------ | ------------------ | ---- |
| Frauen |                   |                           |                           |                    |                    |      |
| Anissija Neborako | Solo              | 170,0924                  | 1                         | 170,9924           | 1                  | Gold |
| Walerija Filenkowa Darja Kulagina | Duett             | 168,9901                  | 1                         | 169,0568           | 1                  | Gold |
| Anastassija Archipowskaja Walerija Filenkowa Maija Gurbanberdijewa Weronika Kalinina Darja Kulagina Anna Larkina Anissija Neborako Marija Nemtschinowa Jelisaweta Owtschinnikowa Marija Salmina | Team              | 168,2992                  | 1                         | 169,0992           | 1                  | Gold |
| Anastassija Archipowskaja Walerija Filenkowa Maija Gurbanberdijewa Weronika Kalinina Darja Kulagina Anna Larkina Anissija Neborako Marija Nemtschinowa Jelisaweta Owtschinnikowa Marija Salmina | Freie Kombination | 89,0000                   | 1                         | 90,2333            | 1                  | Gold |

### Wasserball
Hier fanden Jugendwettbewerbe statt. Bei den Wasserballteams waren das die U18-Mannschaften (Jahrgang 1998).
| Wettbewerb         | Frauen | Männer |
| ------------------ | --- | --- |
| Athleten           | Marija Bersnewa Bella Chamsajewa Anastassija Fedotowa Darja Gersanitsch Jewgenija Golowina Anna Issakowa Polina Kempf Jelena Kotantschjan Jelisaweta Saplatina Alexandra Selenkowskaja Aljona Serschantowa Swetlana Stepachina Weronika Wachitowa | Maxim Gmyrja Arseni Jegorow Nikita Krug Wiktor Kuleschow Bogdan Melentjew Alexander Muraschow Daniil Pronin Farchad Salimow Nikita Saratow Timur Schaichutdinow Konstantin Scheikin Emil Sinnurow Wladislaw Ussow |
| Trainer            | Andrei Belofastow | Alexander Jeryschow |
| Gruppenphase       | Serbien 28:3 Italien 11:11 Spanien 12:8 Frankreich 25:3 Slowakei 13:4 | Frankreich 14:6 Italien 8:9 Ukraine 20:7 |
| Platzierungsspiele | – | Montenegro 11:8 Spanien 9:14 Deutschland 16:9 Italien 6:11 |
| Halbfinale         | Italien 17:7 | – |
| Finale             | Spanien 17:16 | – |
| Platzierung        | Gold | 6. |

### Wasserspringen
Hier fanden die Junioreneuropameisterschaften der U19 (Jahrgang 1997) statt.
| Athleten                           | Wettbewerb           | Vorkampf | Vorkampf | Finale | Finale | Rang   |
| Athleten                           | Wettbewerb           | Punkte   | Rang     | Punkte | Rang   | Rang   |
| ---------------------------------- | -------------------- | -------- | -------- | ------ | ------ | ------ |
| Frauen                             |                      |          |          |        |        |        |
| Jekaterina Nekrassowa              | Kunstspringen 1 m    | 407,00   | 1        | 386,80 | 4      | 4      |
| Jekaterina Nekrassowa              | Kunstspringen 3 m    | 413,00   | 5        | 443,05 | 2      | Silber |
| Marija Poljakowa                   | Kunstspringen 1 m    | 383,15   | 3        | 419,45 | 1      | Gold   |
| Marija Poljakowa                   | Kunstspringen 3 m    | 426,45   | 3        | 411,45 | 5      | 5      |
| Julija Timoschinina                | Turmspringen 10 m    | 409,60   | 1        | 363,40 | 5      | 5      |
| Anna Tschuinyschewa                | Turmspringen 10 m    | 386,80   | 3        | 429,15 | 2      | Silber |
| Jelena Tschernych Marija Poljakowa | Synchronspringen 3 m | –        | –        | 276,90 | 2      | Silber |
| Männer                             |                      |          |          |        |        |        |
| Alexander Belewzew                 | Kunstspringen 3 m    | 457,75   | 14       | –      | –      |        |
| Boris Jefremow                     | Turmspringen 10 m    | 483,15   | 3        | 481,40 | 5      | 5      |
| Ilja Moltschanow                   | Kunstspringen 1 m    | 534,80   | 1        | 512,20 | 2      | Silber |
| Ilja Moltschanow                   | Kunstspringen 3 m    | 528,45   | 1        | 520,35 | 3      | Bronze |
| Nikita Schleicher                  | Kunstspringen 1 m    | 507,50   | 2        | 543,80 | 1      | Gold   |
| Nikita Schleicher                  | Turmspringen 10 m    | 520,65   | 1        | 556,55 | 2      | Silber |
| Ilja Moltschanow Nikita Nikolajew  | Synchronspringen 3 m | –        | –        | 324,69 | 1      | Gold   |